# August Jäger (Jurist)

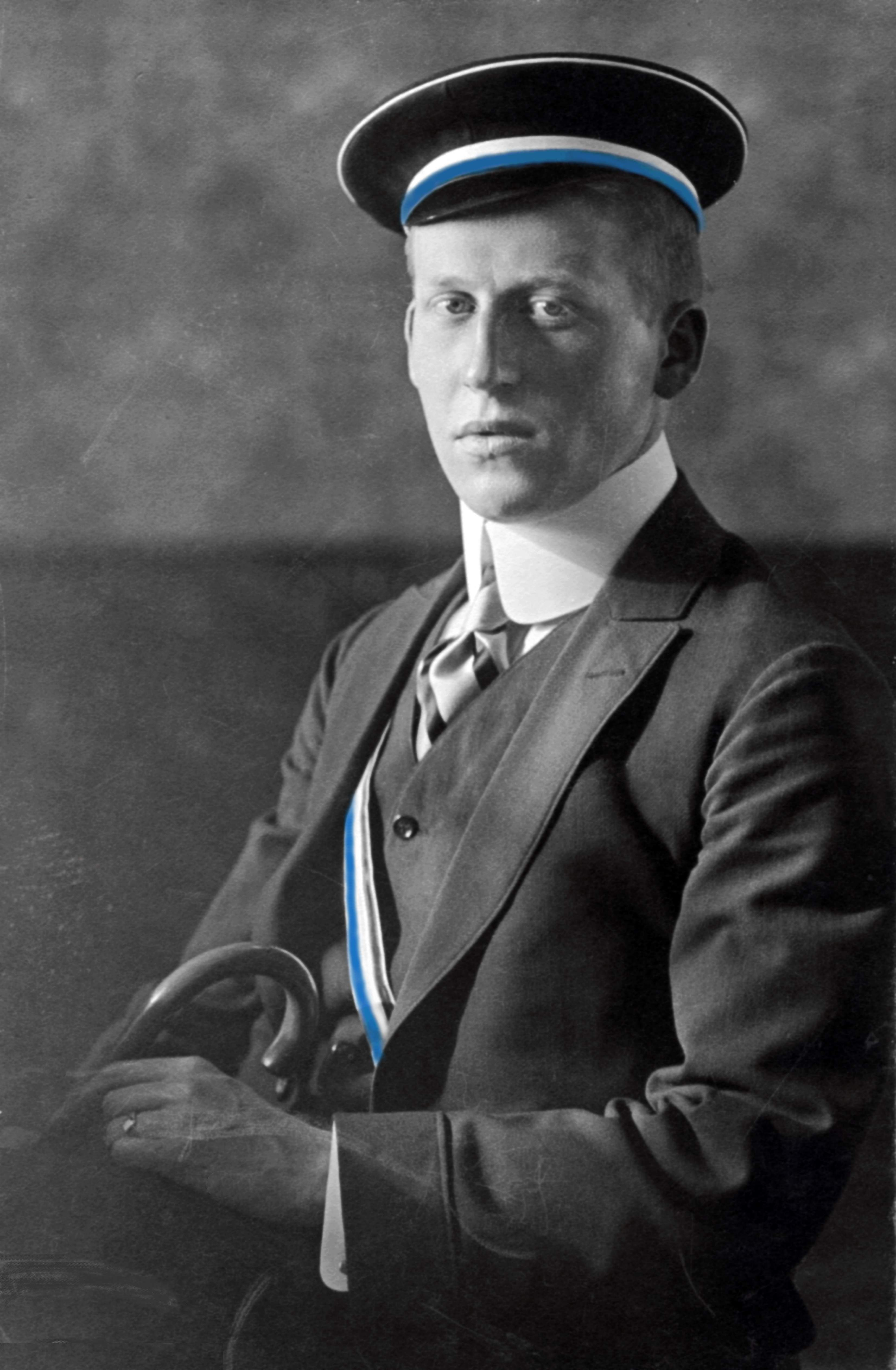
August Jäger (1909)

August Friedrich Christian Jäger (* 21. August 1887 in Diez; † 17. Juni 1949 in Posen) war ein deutscher Richter und Nationalsozialist. Er war Rechtswalter der Deutschen Evangelischen Kirche (DEK) und stellvertretender Reichsstatthalter in Posen.

## Leben und Wirken
Jäger war der Sohn des Pfarrers Anton Jäger (1849–1928), der später als Generalsuperintendent die Evangelische Landeskirche in Nassau führte. Am humanistischen Gymnasium Wiesbaden bestand er 1906 das Abitur. Er begann an der Ludwig-Maximilians-Universität Rechtswissenschaft zu studieren. 1908 wurde er im Corps Suevia München recipiert. Er wechselte an die Christian-Albrechts-Universität zu Kiel und wurde zum Dr. iur. promoviert. Von 1914 bis 1918 nahm er (zuletzt als Oberleutnant) am Ersten Weltkrieg teil. Danach war er Staatsanwalt, Landrichter und (ab 1921) Landgerichtsrat am Landgericht Wiesbaden. Zum 1. März 1933 trat er in die Nationalsozialistische Deutsche Arbeiterpartei (Mitgliedsnummer 1.490.118) und in die SA ein. Im Kirchenkreis Groß-Wiesbaden leitete er die Deutschen Christen.
Im Juni 1933 wurde Jäger als Ministerialdirektor in das Preußische Kultusministerium berufen und dort Leiter der Kirchenabteilung. Ferner wurde er für einen kurzen Zeitraum (24. Juni bis 14. Juli 1933) zum Staatskommissar für alle Landeskirchen Preußens ernannt, wobei er ein rücksichtsloses Vorgehen an den Tag legte. Er war außerdem Amtswalter für evangelische Kirchenangelegenheiten in der Reichsleitung der NSDAP. Am 19. April 1934 wurde Jäger von Reichsbischof Ludwig Müller zum „Rechtswalter“ der Deutschen Evangelischen Kirche (DEK) ernannt; er fungierte mit diesem Titel als rechtskundiges Mitglied des Geistlichen Ministeriums in der Reichskirchenverwaltung. Die von ihm maßgeblich initiierte Eingliederung der Württembergischen Landeskirche und der Bayerischen Landeskirche scheiterte im Herbst 1934. Am 26. Oktober 1934 trat er von seinen Ämtern in der DEK und im preußischen Kultusministerium zurück. 1936 wurde Jäger Senatspräsident am Kammergericht.
Beim Überfall auf Polen wurde er im September 1939 Stellvertreter Arthur Greisers, dem Chef der Zivilverwaltung im Warthegau. Ende Oktober 1939 wurde er als Regierungspräsident allgemeiner Vertreter von Greiser, der inzwischen zum Reichsstatthalter aufgestiegen war und „an dessen rigoroser Volkstums- und Kirchenpolitik er maßgeblichen Anteil hatte“. In jener Zeit leitete Jäger, der aufgrund seines „pathologischen Kirchenhasses“ als „Kirchenjäger“ bezeichnet wurde, zahlreiche kirchenfeindliche Maßnahmen im „NS-Mustergau Wartheland“ ein. In der SA erreichte er seinen höchsten Rang am 20. Mai 1944 mit der Beförderung zum SA-Brigadeführer.
Kurz nach dem Ende des Zweiten Weltkriegs wurde Jäger von den britischen Besatzungsbehörden festgenommen und am 25. Mai 1946 an Polen ausgeliefert. Dort wurde er 1948 als „Henker Großpolens“ vor Gericht gestellt. Er wurde am 13. Dezember 1948 zum Tode verurteilt und am 17. Juni 1949 in Posen hingerichtet.